# 張春凰
張春凰（1953年—2014年），高雄市大社區人。美國佛羅里達州立大學圖書資訊研究碩士。曾參與《茄苳》、《台語世界》、《時行台灣文月刊》等刊物的編輯。曾任台灣新本土社社長、清華及靜宜大學中文系的兼任講師。其寫作以記錄生活、關照社會、環境保育、女性書寫見長。著有台語散文集《青春e路途》、《雞啼》、《夜空流星雨》；台語詩集《愛di土地發酵》；評論集《台語文學概論》。

## 資料來源及註解
1. ↑  方耀乾/著，《台語文學史簡冊：台語文學的起源與發展》，自費出版，2005年，頁25。